# Колечиц, Павел
Павел Трофимович Калечиц (бел. Павел Калечыц; 1893 год, Койданово, Минский уезд, Минская губерния, Российская империя — 1923 год, Минск, БССР) — белорусский политический деятель, контрреволюционер и антибольшевик.

## Биография
Шляхетский род Калечицев известен под Койданово с XVI века. Родители — рядовой запаса армии Трофим Николаевич и Марфа Иосифовна из Янковских Калечицы — происходили из государственных крестьян д. Макавчицы.
Участник Первой Мировой войны, капитан русской императорской армии.
После февральской революции 1917 года в Койданове «вместо пристава Ильлюкевича и правителя Шпилени остались помещик из Вертник — Артишевский и местечковый — Павел Калечиц».
8 декабря 1918 года, Павел Калечиц назначен начальником Койдановской милиции. В августе 1919 года был арестован польскими оккупационными властями. За Калечица поручился койдановский ксёндз, он был освобожден и вскоре возглавил польское начальство в городе, затем находился в т. н. «нейтральной зоне». В ноябре 1920 года организовал Койдановскую самостоятельную республику, которая просуществовала 4 дня и была разгромлена кавалеристами 12-го стрелкового полка Красной армии.
Калечиц и другие члены «самостоятельной республики» отступили на запад в сторону деревень Дягильно — Касилавичи — Иваново. Калечиц перешел советско-польскую линию фронта, некоторое время жил в Столбцах. Агент столбцовской офензивы (польской военной разведки Второго отдела Генерального штаба). Член информационного отдела «Народного Союза защиты родины и свободы» в Столбцах. По воспоминаниям Б. Савинкова, вызвался представлять белорусское население к северу от восточной границы. В 1921 г. сформировал партизанский отряд в 1500 чел. в м. Раков, где квартировался отряд полковника Беляева.
Был схвачен неизвестными на Столбцовском базаре, переправлен на советскую территорию и передан Минской ЧК. Расстрелян в 1923 году.